# オットー・ルーゲ
オットー・ルーゲ (ノルウェー語:Otto Ruge, 1882年1月9日 - 1961年8月15日) は、ノルウェーの陸軍軍人。第二次世界大戦ではヴェーザー演習作戦でノルウェー陸軍の司令官として指揮を行った。